# محمد علی شاه (هند)
محمد علی شاه فرزند سعادت علی خان دوم، برادر قاضی الدین حیدر شاه و عموی ناصرالدین حیدر شاه بود. وی به تاریخ ۱۸۳۸ اقدام به تأسیس حسینیه کوچک در لکهنو هند نمود. وی در تاریخ ۷ مه ۱۸۴۲ از دنیا رفت و در همان حسینیه دفن گردید.